# Horstgraben Horstwalde
Der Horstgraben Horstwalde ist ein Meliorationsgraben und ein rechter Zufluss des Hammerfließes in Brandenburg.

## Verlauf
Der Graben beginnt nördlich der Wohnbebauung von Schöbendorf, einem Ortsteil der Stadt Baruth/Mark. Östlich fließt der Paplitzer Müllergraben in Süd-Nord-Richtung vorbei; es besteht jedoch keine Verbindung zwischen den beiden Gräben. Nach rund 240 m in westlicher Richtung unterquert er den Weg nach Horstwalde südlich des Bombachhauses, bevor nach rund weiteren 500 m von Süden der Dammwiesengraben zufließt. Von dort fließt er rund 2,5 km in westlicher Richtung zwischen den Langen Horstbergen im Norden sowie den Langen Horstwiesen im Süden. Am Horstmühlenweg fließt von Süden der Dammgraben Lynow zu. Die Fläche östlich des Horstmühlenwegs wird vom Biebergraben entwässert, der jedoch keine Verbindung zum Horstgraben Horstwalde besitzt, sondern direkt in das Hammerfließ entwässert. Der Horstgraben Horstwalde verläuft von nun an weitgehend in nördlicher Richtung, vorbei am Wohnplatz Horstmühle, bevor er schließlich südlich von Horstwalde in das Hammerfließ entwässert.